# Gora Makara Mazaja
Gora Makara Mazaja (englische Transkription von russisch Гора Макара Мазая Gora Makara Masaja) ist ein Berg im westantarktischen Queen Elizabeth Land. In der Neptune Range der Pensacola Mountains ragt er unmittelbar südlich des Mount Kaschak auf. 
Russische Wissenschaftler benannten ihn. Der weitere Benennungshintergrund ist nicht überliefert. Wahrscheinlicher Namensgeber ist der sowjetische Metallurg Makar Nikitowitsch Masaj (1910–1941).